# Бідловський Володимир Зіновійович
Володи́мир Зіно́війович Бідло́вський (нар. 31 травня 1988, Тернопіль) — український футболіст, півзахисник «Воркути».

## Біографія

### Клубна кар'єра
Почав займатися футболом у тернопільській СДЮШОР. 2005 року потрапив у «Карпати». Провів 14 матчів за юнацькі збірні різних вікових категорій. У змаганнях під егідою ДЮФЛУ провів 54 матчів та забив 8 м'ячів. У першості серед дублерів провів 61 матчів, забив 6 м'ячів.
В чемпіонаті України дебютував 27 липня 2008 року в матчі «Карпати» — «Шахтар» (1:1), в тому матчі він провів всі 90 хвилин. У серпні 2013 відправився на півроку в «Олександрію», за яку виступав раніше.
У червні 2016 року став гравцем «Руха» (Винники).

### Кар'єра в збірній
У складі збірної України U-19 провів 14 матчів. Дебютував у молодіжній збірній України 5 лютого 2008 в товариському матчі Швеція — Україна (1:0).